# Того на зимових Олімпійських іграх 2014
Того на зимових Олімпійських іграх 2014 року у Сочі було представлене 2 спортсменами у 2 видах спорту. Це був перший виступ країни на зимових Олімпійських іграх. Олімпійці нагород не здобули.